# 木村義雄 (香川県の政治家)
木村 義雄（きむら よしお、1948年〈昭和23年〉4月17日 - ）は、日本の政治家。自由民主党所属。
厚生労働副大臣（第1次小泉第1次改造内閣）、衆議院災害対策特別委員長、衆議院議員（7期）、参議院議員（1期）、香川県議会議員（1期）等を務めた。
父は元衆議院議員の木村武千代。祖父は陸軍中将や衆議院議員を歴任した上原平太郎。叔父は元そごう会長の水島廣雄。

## 来歴
香川県大川郡津田町（現さぬき市）生まれ。東京学芸大学附属高等学校、中央大学商学部卒業。1972年、住友銀行（現三井住友銀行）に入行。1975年に退行し、父・木村武千代の秘書に転じる。1983年、香川県議会議員選挙に出馬し、初当選した。
父・武千代は1983年の第37回衆議院議員総選挙で落選し、病気を理由に次期衆院選への不出馬を表明したため、義雄が香川県議を任期途中で辞職し、1986年の第38回衆議院議員総選挙に旧香川1区から自由民主党公認で出馬し当選した。小選挙区比例代表並立制が導入された1996年の第41回衆議院議員総選挙以降は香川2区から出馬し、連続7期当選。2002年、第1次小泉第1次改造内閣で厚生労働副大臣に任命された。
2005年の第44回衆議院議員総選挙に自由民主党で香川2区から出馬し当選（7回目）した。
2006年、衆議院災害対策特別委員長に就任。
2009年の第45回衆議院議員総選挙では自民党公認（公明党推薦） で香川2区から出馬したが、選挙戦では終始民主党新人の玉木雄一郎にリードを許し、3万票あまり差の大差で敗れ、比例復活もできず落選した。
2010年の第22回参議院議員通常選挙に比例区から自民党公認で出馬したが、落選した（自民党は12議席獲得したが、木村の得票数は党内17位）。
2013年の第23回参議院議員通常選挙に比例区から自民党公認で立候補。同党は比例代表で18議席を獲得。木村は党内得票数17位で当選した。
2019年の任期満了時点で71歳であり、70歳定年制の党の規約があるにもかかわらず、ほかの6人と一緒に第25回参議院議員通常選挙で特例公認された。前回に続き比例区より出馬したが、得票数22位（特定枠含め24位）で落選。落選後二階派に入会し、幹事長特別補佐に就任した。
2022年1月31日、自民党は第26回参議院議員通常選挙に木村を比例区から擁立すると発表した。同年7月10日に参院選が執行され、自民党は比例区で18議席を獲得。木村は得票数18位（特定枠を含むと20位）で落選した。

## 政策・主張
- 第9条を含む日本国憲法の改正、国防軍の設置に賛成[14]。
- 日本の核武装について「今後の国際情勢によっては検討すべきだ」としている[14]。
- 靖国神社への内閣総理大臣やその他の国務大臣の参拝について「問題ない」としている[14]。
- 村山談話、河野談話の見直しに反対[14]。
- 日本の原子力発電について、今後も「必要だ」としており、原発の海外輸出に賛成[14]。
- 普天間基地の辺野古への移設に賛成[14]（普天間基地移設問題参照）。
- 集団的自衛権の行使を禁じた内閣法制局の憲法解釈の見直しに反対[15]。
- 2016年3月15日、自民党内に設置された「労働力の確保に関する特命委員会」の委員長に就任し、「『移民の寸前』まで持っていけるかも含めて議論したい」と発言した[16]。
- 受動喫煙防止を目的とした健康増進法改正案に断固反対。
  - 2017年2月15日の厚生労働部会において、「色々な立場があるのだから、それをまとめるのは無理。まずは分煙社会の実現を目指すべき」と主張し、厚生労働省の担当職員を「塩崎の手下」「塩崎チルドレン」（法案成立を推進しようとした塩崎恭久大臣）などと痛烈に批判した[17]。

## 選挙歴
| 当落 | 選挙                     | 執行日         | 年齢 | 選挙区    | 政党       | 得票数    | 得票率 | 定数 | 得票順位 /候補者数 | 政党内比例順位 /政党当選者数 |
| ---- | ------------------------ | -------------- | ---- | --------- | ---------- | --------- | ------ | ---- | ------------------ | ---------------------------- |
| 当   | 第38回衆議院議員総選挙   | 1986年07月06日 | 38   | 旧香川1区 | 自由民主党 |           |        | 3    | 3/7                | /                            |
| 当   | 第39回衆議院議員総選挙   | 1990年02月18日 | 41   | 旧香川1区 | 自由民主党 |           |        | 3    | 3/5                | /                            |
| 当   | 第40回衆議院議員総選挙   | 1993年07月18日 | 45   | 旧香川1区 | 自由民主党 |           |        | 3    | 2/5                | /                            |
| 当   | 第41回衆議院議員総選挙   | 1996年10月20日 | 48   | 香川2区   | 自由民主党 |           |        | 1    | 1/2                | /                            |
| 当   | 第42回衆議院議員総選挙   | 2000年06月25日 | 52   | 香川2区   | 自由民主党 |           |        | 1    | 1/4                | /                            |
| 当   | 第43回衆議院議員総選挙   | 2003年11月09日 | 55   | 香川2区   | 自由民主党 |           |        | 1    | 1/3                | /                            |
| 当   | 第44回衆議院議員総選挙   | 2005年09月11日 | 57   | 香川2区   | 自由民主党 |           |        | 1    | 1/3                | /                            |
| 落   | 第45回衆議院議員総選挙   | 2009年08月30日 | 61   | 香川2区   | 自由民主党 |           |        | 1    | 2/3                | /                            |
| 落   | 第22回参議院議員通常選挙 | 2010年07月11日 | 62   | 比例区    | 自由民主党 |           |        | 48   | /                  | /                            |
| 当   | 第23回参議院議員通常選挙 | 2013年07月21日 | 65   | 比例区    | 自由民主党 | 9万8979票 |        | 48   | /                  | 17/18                        |
| 落   | 第25回参議院議員通常選挙 | 2019年07月21日 | 71   | 比例区    | 自由民主党 |           |        | 50   | /                  | /                            |
| 落   | 第26回参議院議員通常選挙 | 2022年07月10日 | 74   | 比例区    | 自由民主党 |           |        | 50   | /                  | /                            |

## 所属団体・議員連盟
- 自由民主党認定こども園振興議連
- 全国栄養士養成施設協会 名誉会長
- 自由民主党外国人労働者等特別委員会 特別相談役
- 時代に適した風営法を求める議員連盟（パチンコ議連）
- TPP交渉における国益を守り抜く会
- 自民党国際人材議員連盟
- 科学技術の会
- 自動車議員連盟
- 地球規模問題に取組む国際議員連盟
- 国民歯科問題議員連盟
- 有床診療所の活性化を目指す議員連盟
- 栄養士議員連盟
- 国民医療を守る議員の会
- 環境整備議員連盟
- 地域包括ケアシステム・介護推進議員連盟
- 超党派　日豪国会議員連盟
- 認知症サポート議連
- 地域を支える看護職員養成促進議員連盟
- 浄化槽推進議員連盟
- 宝塚を応援する参議院議員の会
- 野球ソフトボールを五輪に復活させる議員連盟
- 自由民主党歌舞伎振興議員連盟
- 自民党たばこ議員連盟[18]
- 日本の明日を創る会